# Sveriges myndigheter
Sveriges myndigheter är regeringen, domstolarna och förvaltningsmyndigheterna. Domstolarna är statliga, medan förvaltningsmyndigheterna kan vara statliga eller kommunala. Beslutande församlingar, såsom riksdagen och kommunfullmäktige, är inte myndigheter. Även andra organ än myndigheter kan ha förvaltningsuppgifter. Det finns sålunda till exempel aktiebolag som ägnar sig åt myndighetsutövning.
Även Europeiska unionens dömande och förvaltande organ kan nämnas i anslutning till Sveriges myndigheter, som en överstatlig nivå.

## Regeringsformens myndighetsbegrepp
Sveriges regeringsform skiljer mellan två typer av offentliga organ: beslutande politiska församlingar, till exempel riksdagen, och myndigheter. Samtliga statliga och kommunala organ med undantag för de beslutande församlingarna är myndigheter.
Regeringen styr riket. För rättskipningen finns domstolar och för den offentliga förvaltningen statliga och kommunala förvaltningsmyndigheter.
Privaträttsliga rättssubjekt, till exempel aktiebolag och ideella föreningar, faller utanför myndighetsbegreppet även om staten eller kommunen har ett kontrollerande inflytande exempelvis genom att äga aktierna i bolaget. Ett enskilt rättssubjekt som har anförtrotts förvaltningsuppgifter, till exempel AB Svensk Bilprovning, är inte en myndighet ens om uppgiften innefattar myndighetsutövning. 
Regeringsformens indelning utgår från organisationsformen, inte från vilken funktion organet har. Det innebär att myndighetsbegreppet omfattar även offentliga organ som inte har myndighetsutövning som sin huvudsakliga uppgift, till exempel statliga högskolor och museer.

## Regeringen

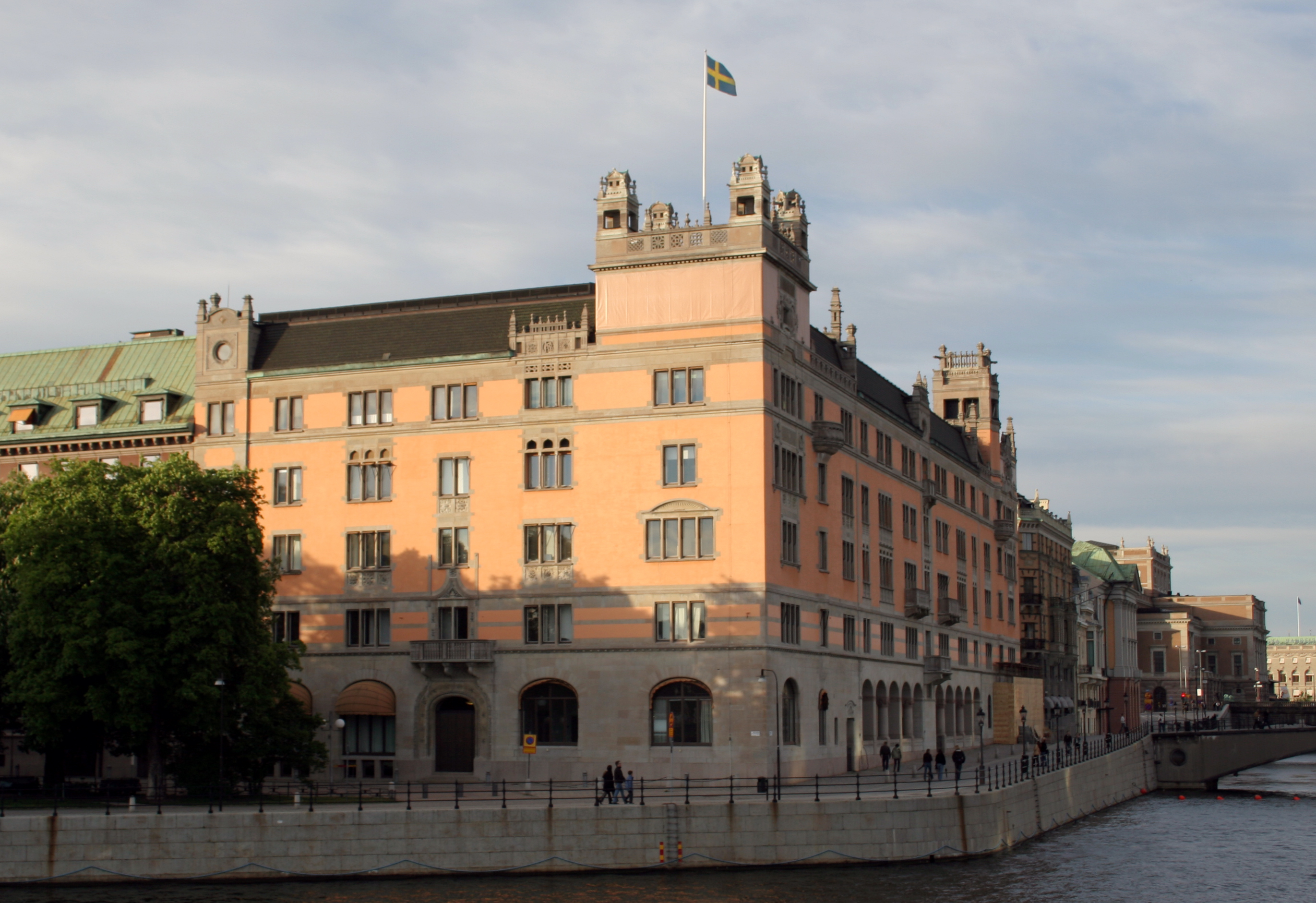
Regeringskansliet har lokaler i bland annat kvarteret Rosenbad i Stockholm.

Regeringen är ansvarig inför riksdagen. Myndigheten består av statsministern och övriga statsråd. För att bereda regeringsärenden och för att biträda regeringen och statsråden i deras verksamhet i övrigt ska det finnas ett regeringskansli. I detta ingår departement för olika verksamhetsgrenar. Regeringen fördelar ärendena mellan departementen. Statsministern utser bland statsråden chefer för departementen. Regeringskansliet är en förvaltningsmyndighet under regeringen.

## Domstolarna

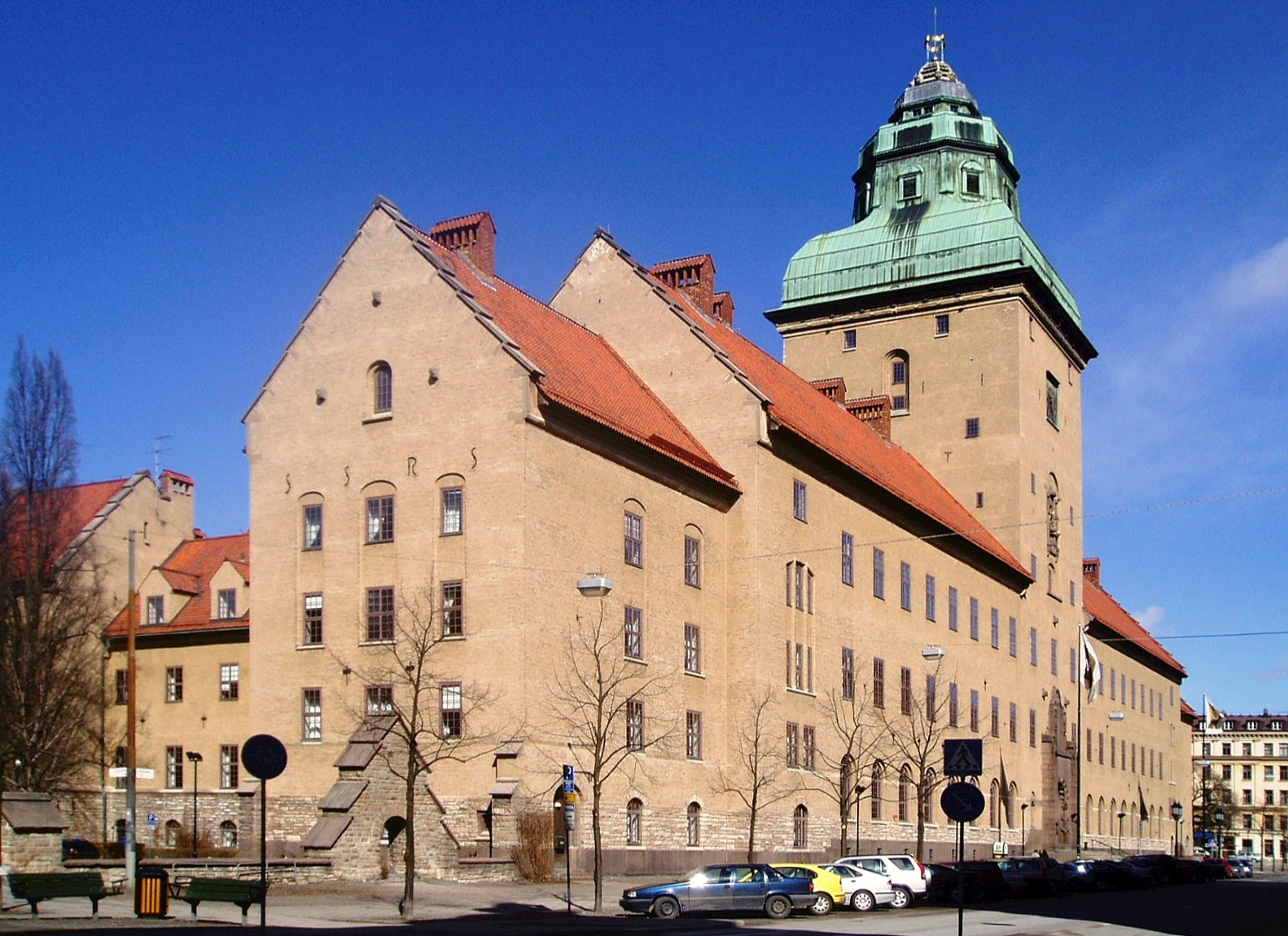
Stockholms tingsrätt.

Grundläggande bestämmelser om domstolarna finns i 11 kap. regeringsformen.
De svenska domstolarna är de allmänna domstolarna (tingsrätter, hovrätter och Högsta domstolen), de allmänna förvaltningsdomstolarna (förvaltningsrätter, kammarrätter och Högsta förvaltningsdomstolen) och två specialdomstolar (Arbetsdomstolen och Försvarsunderrättelsedomstolen).

## Allmänt om förvaltningsmyndigheterna
Grundläggande bestämmelser om de statliga och kommunala förvaltningsmyndigheterna finns i 12 kap. regeringsformen. För handläggningen av ärenden finns vidare allmänna bestämmelser i förvaltningslagen.
En statlig eller kommunal förvaltningsmyndighet ska vara självständig på det sättet att ingen annan myndighet och inte heller riksdagen eller en kommuns beslutande organ får bestämma hur förvaltningsmyndigheten i ett särskilt fall ska besluta i ett ärende som rör myndighetsutövning mot en enskild eller mot en kommun eller som rör tillämpningen av lag.

## Statliga förvaltningsmyndigheter
Det var tidigare vanligt att dela upp de statliga myndigheterna i centrala, regionala och lokala myndigheter. Under de senaste decennierna har emellertid utvecklingen gått mot att lokala och regionala förvaltningsmyndigheter går upp i en gemensam myndighet för hela landet. Exempel på detta är Skatteverket och Polismyndigheten. Modellen med tre nivåer av statliga myndigheter har därför förlorat större delen av sin betydelse.
Statskontoret har i rapporten Statsförvaltningens utveckling 1990–2005 delat upp de statliga förvaltningsmyndigheterna i fem olika grupper: allmänna förvaltningsmyndigheter, affärsverk, universitet och högskolor, myndigheter som ingår i myndighetskoncerner samt myndigheter utan egen personal.

### Myndigheter under regeringen
En statlig förvaltningsmyndighet lyder under regeringen, om inte myndigheten enligt regeringsformen eller annan lag är myndighet under riksdagen. Till skillnad från domstolarna står förvaltningsmyndigheterna i ett principiellt lydnadsförhållande till regeringen. Regeringen låter departementen i Regeringskansliet handlägga frågor och utgöra kontaktpunkter till myndigheterna uppdelat efter departementens sakområden. Myndigheten lyder dock under regeringen och inte under Regeringskansliet eller något av departementen. Det förekommer undantagsvis att fler än ett departement är kontaktpunkt mot en viss myndighet. 

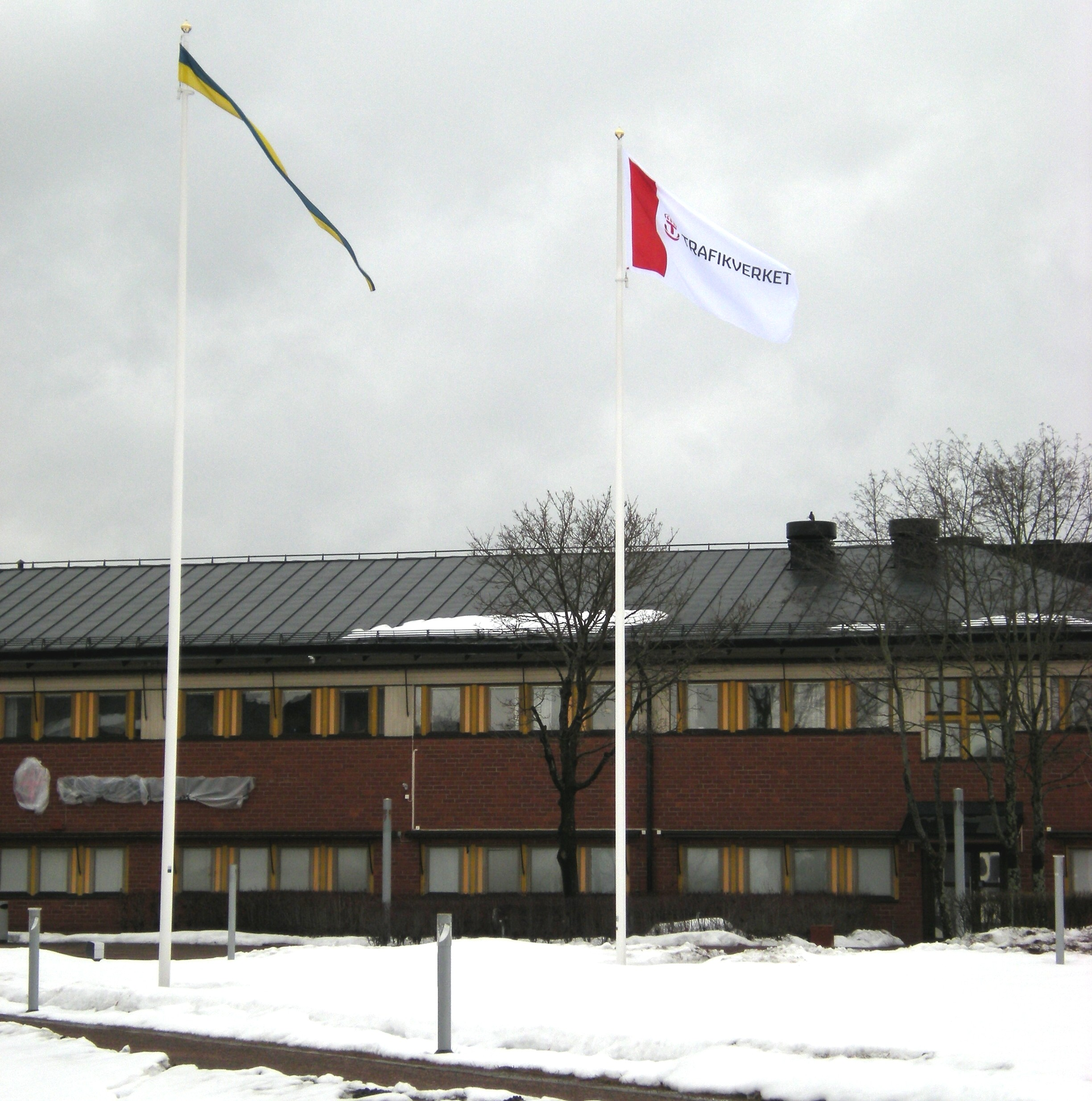
Trafikverkets huvudkontor i Borlänge.

I myndighetsförordningen (2007:515) finns vissa grundläggande föreskrifter för förvaltningsmyndigheter under regeringen. Där framgår bland annat att en myndighet kan vara en enrådighetsmyndighet, styrelsemyndighet eller nämndmyndighet.
- En enrådighetsmyndighet leds av en myndighetschef, ofta med titeln generaldirektör. Vid vissa enrådighetsmyndigheter finns ett insynsråd för att utöva insyn i verksamheten och ge myndighetschefen råd. Regeringen bestämmer om det skall finnas ett insynsråd vid myndigheten. Myndighetschefen ska vara ordförande i insynsrådet och hålla rådet informerat om verksamheten.[16] Exempel på enrådighetsmyndigheter är Kammarkollegiet och Finanspolitiska rådet.

- En styrelsemyndighet leds av en styrelse. Myndighetschefen får inte vara ordförande eller vice ordförande i styrelsen för en sådan myndighet.[17] Exempel på styrelsemyndigheter är Post- och telestyrelsen och Trafikverket.

- En nämndmyndighet leds av en nämnd. Nämnden består som regel av det antal ledamöter som regeringen bestämmer. En av ledamöterna ska vara ordförande och en ska vara vice ordförande. Exempel på nämndmyndigheter är Statens överklagandenämnd och Rättshjälpsnämnden.

Det finns dock andra ledningsformer än de som anges i myndighetsförordningen. Arbetsgivarverket leds exempelvis av ett arbetsgivarkollegium. Det kan vidare noteras att en myndighets namn inte nödvändigtvis återspeglar dess ledningsform. Så var till exempel Centrala studiestödsnämnden tidigare en nämnd, men sedan 1988 är CSN en enrådighetsmyndighet.
Regeringen bestämmer oftast ramarna och formerna för en myndighets verksamhet i en myndighetsinstruktion, som är en förordning med bestämmelser om bland annat sådant som myndighetens uppgifter och ledningsform. Regeringen beslutar vidare om förutsättningarna för den enskilda myndighetens verksamhet i årliga regleringsbrev, som innehåller uppgifter om myndighetens mål och ekonomiska ramar.

### Myndigheter under riksdagen

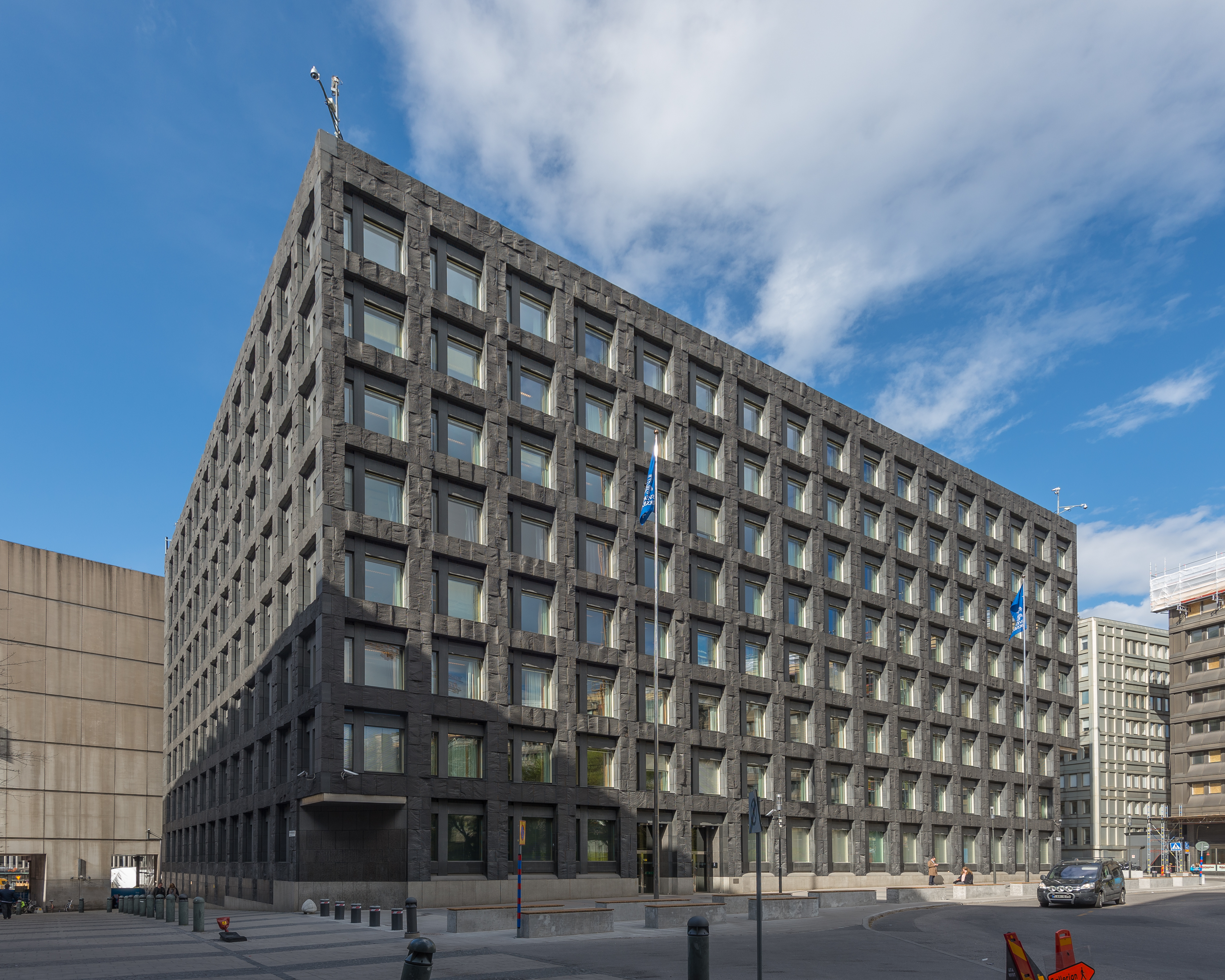
Riksbankshuset, Stockholm.

Riksdagens myndigheter har som regel en mer överordnad roll än regeringens, då riksdagens funktion, vid sidan av att stifta lagar, är att kontrollera regeringen.
Riksdagens ombudsmän (JO), Riksrevisionen och Sveriges riksbank är myndigheter under riksdagen. Under riksdagen lyder även Riksdagsförvaltningen, som sköter den interna förvaltningen.

## Kommunala förvaltningsmyndigheter
I Sverige finns det många kommunala förvaltningsmyndigheter. Kommunstyrelsen och regionstyrelsen är kommunala myndigheter, liksom kommunala och regionala nämnder. Varje kommun avgör själv hur många kommunala myndigheter det ska finnas i kommunen, i och med att kommunfullmäktige självt kan besluta om den kommunala nämndorganisationen. Varje nämnd är en egen myndighet. Några exempel på vanliga kommunala förvaltningsmyndigheter är överförmyndarnämnder, miljökontor och byggnadsnämnder. Valnämnder och socialnämnder är obligatoriska att ha i varje kommun, medan det annars är upp till respektive kommunfullmäktige att besluta vilka nämnder som ska finnas.

## Det allmänna myndighetsregistret
Statistiska centralbyrån (SCB) för ett register över statliga myndigheter. Registret ska innehålla uppgifter om organisationsnummer, namn, besöks- och postadress, telefonnummer, faxnummer, e-postadress och webbadress. SCB fastställer också organisationsnummer för myndigheterna. Registret omfattar inte de kommunala myndigheterna. Myndighetsregistret finns tillgängligt för allmänheten via SCB:s webbplats.
Det allmänna myndighetsregistret omfattade 457 statliga myndigheter i augusti 2023.
SCB har i myndighetsregistret valt att dela upp de statliga myndigheterna i följande sex kategorier:
1. Statliga förvaltningsmyndigheter (251 stycken)
2. Myndigheter under riksdagen (5 stycken)
3. Statliga affärsverk (3 stycken)
4. AP-fonder (6 stycken)
5. Sveriges domstolar samt Domstolsverket (84 stycken)
6. Svenska utlandsmyndigheter (108 stycken)

Samtliga dessa myndigheter utom domstolarna är statliga förvaltningsmyndigheter i regeringsformens mening.

## Närmare om antalet myndigheter
Det finns inte någon allmänt vedertagen och uteslutande definition av myndighetsbegreppet. Eftersom man kan använda sig av olika definitioner, kan olika uppgifter om antalet myndigheter vara lika giltiga.
Antalet myndigheter har varierat över tid. År 1990 uppgick antalet myndigheter under regeringen till 1 394. Sett ett längre tidsperspektiv har antalet myndigheter minskat kraftigt. Under tiden 2005–2023 minskade antalet myndigheter under regeringen med nästan 200. Enligt Statskontoret fanns det 342 myndigheter under regeringen 2023, inklusive domstolarna. Statskontoret räknar utlandsmyndigheterna som delar av Regeringskansliet.
Antalet myndigheter kan ses som ett mått bland flera på den offentliga förvaltningens storlek. Det säger dock mycket litet om hur många människor som arbetar i offentlig förvaltning eller hur stora resurser den förbrukar.